# Salvador Nasralla

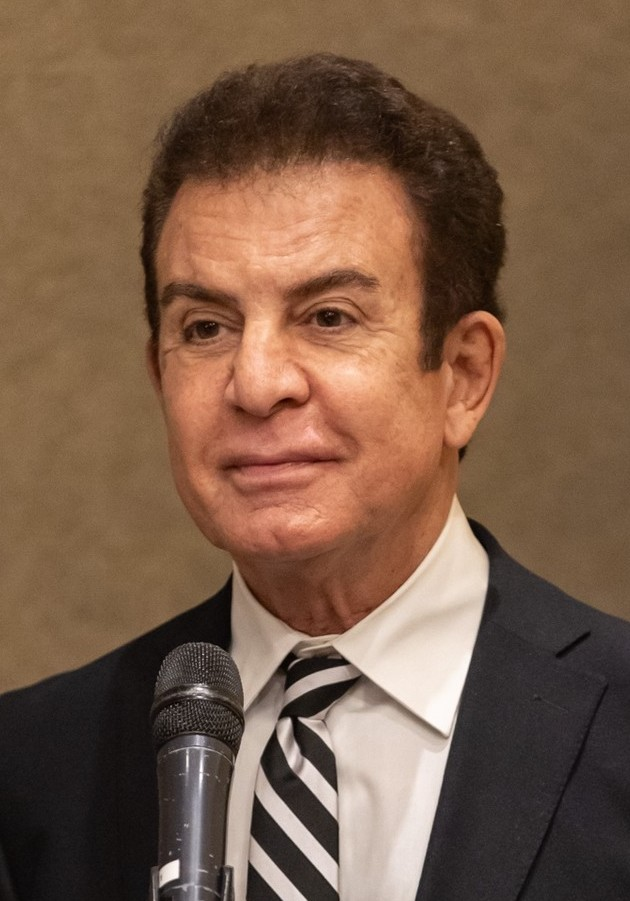
Salvador Nasralla, 2022

Salvador Alejandro César Nasralla Salum (* 30. Januar 1953 in Tegucigalpa) ist ein honduranischer Sportjournalist, Fernsehmoderator, Geschäftsmann und Politiker (Partei „Salvador de Honduras“) sowie Gründer der sogenannten Antikorruptionspartei 2011 und seit dem 27. Januar 2022 Vizepräsident von Honduras.
Er kandidierte bei den Parlamentswahlen in Honduras 2013 und 2017 erfolglos für das Präsidentenamt.

## Leben
Salvador Nasralla kam als Sohn arabischer Christen aus Palästina zur Welt. Seine Mutter Alicia Salum wurde in Chile geboren. Nasralla studierte an der Päpstlichen Katholischen Universität von Chile Wirtschaftsingenieurswesen und Verwaltungswesen. Sechs Jahre lang war er als Generaldirektor für Pepsi-Cola in Honduras tätig. An der Nationalen Autonomen Universität von Honduras lehrte er als Hochschullehrer im Fachbereich Wirtschaftsingenieurswesen. Seit 1981 ist Nasralla als Journalist im honduranischen Fernsehen tätig. Bei der Präsidentschaftswahl 2013 unterlag er dem honduranischen Amtsinhaber Juan Orlando Hernández. Bei der Präsidentschaftswahl 2017 unterlag er erneut knapp dem honduranischen Amtsinhaber Juan Orlando Hernández. Daraufhin warf er dem Wahlgerichtshof Wahlbetrug vor.
2021 verzichtete er kurz vor den Parlaments- und Präsidentschaftswahlen am 28. November auf die Kandidatur zur Präsidentschaft zugunsten von Xiomara Castro von der Partei Libertad y Refundación (Libre). Nasralla war für die Partei Salvador de Honduras (PSH) angetreten. Am 27. Januar 2022 wurde Nasralla zu Vizepräsident von Honduras ernannt.
Salvador Nasralla ist seit 2016 mit der fast 40 Jahre jüngeren ehemaligen honduranischen Schönheitskönigin Iroshka Elvir (* 1991) verheiratet. Im Dezember 2017 wurde er mit 64 Jahren erstmals Vater. Er wohnt mit seiner Familie in Tegucigalpa.

## Kontroversen
Salvador Nasralla fiel durch antisemitische Äußerungen auf. 2019 behauptete er, dass jüdische Personen zu viel Macht auf den internationalen Geldmärkten hätten und der damalige Präsident Juan Orlando Hernández von Israel kontrolliert werde.